# Тарквінії (рід)
Тарквінії (лат. Tarquinii, від Tarquinius) — царський рід у Стародавньому Римі етруського походження. Його представники були царями Риму з 616 до 509 року до н. е.

## Найвідоміші Тарквінії
- Егерій Тарквіній, голова міста Коллація.
- Луцій Тарквіній Коллатін, чоловік Лукреції, доньки Спурія Лукреція Триципітіна.
- Луцій Тарквіній Давній (Старий) або Тарквіній I, цар Риму з 616 до 579 року до н. е.
- Тарквінія Старша, дружина Сервія Туллія, царя Риму з 579 до 535 року до н. е.
- Луцій Тарквіній Гордий (або Тарквіній II), цар Риму з 535 до 510 року до н. е.
- Луцій Тарквіній Коллатін, один з двох перших консулів Римської республіки.
- Секст Тарквіній, син попереднього, володар міста Габій.